# ムスツィスラウ
ムスツィスラウ（ベラルーシ語: Мсціслаў（タラシケヴィツァ:Амсьціслаў））はベラルーシ・マヒリョウ州ムスツィスラウ地区の市である。
ムスツィスラウ地区の行政の中心地であり、マヒリョウから95km、ロシアとの国境には13kmの位置にある。自然地理的にはソジ川支流のヴィフラ川に面している。古い時代のムスツィスラウは「小さなヴィリニュス」「白ロシアのスーズダリ」と呼ばれていた。

## 歴史
be:Герб Мсціслава（ムスツィスラウの市章）も参照

### 古代・中世
市域は紀元前1世紀のドニエプル・ドヴィンスク文化(ru)の集落の上に建設されている。中世のムスツィスラウの街も同様であり、1959年には12世紀の木造りの建物と物品を含んだ土層（文化層(ru)）が、1980年には13世紀初頭の白樺文書の断片が発見されている。
中世のムスツィスラウの街は、1135年にスモレンスク公ロスチスラフによって建設され、ロスチスラフの父のムスチスラフ（ベラルーシ語転写ではムスツィスラウ）の名にちなんで命名された。『イパーチー年代記』では、1156年の項にスモレンスク公ダヴィドの所領として名が挙がるのが最初の言及である。ムスツィスラウは公の城を中心として成立した街であり、周囲を囲う防壁・堀とポサード（都市の外郭に位置した、商人と手工業者の居住地）を備えていた。1180年より、スモレンスク公国から分離・独立したムスチスラヴリ公国の首都となった。（1197年、ムスチスラヴリ公国はスモレンスク公国の分領公国へと再編入。）ムスチスラヴリ公国の領域は、現在のムスツィスラウ地区・チェルィカウ地区(ru)・チャヴスィ地区(ru)にあたり、ラドムリとリャスノという街を有していた。
モンゴルのルーシ侵攻以降、リトアニア大公国が東方に勢力を拡張しはじめたため、ムスチスラヴリ公国は13世紀末にはルーシとリトアニアとの国境に位置する国となった。1359年、ムスツィスラウはリトアニアの公アルギルダスに占領され、リトアニア大公国に編入された。ムスツィスラウは今度はリトアニア大公国に属するムスチスラヴリ公国（上記のスモレンスク大公国時代の領土だった、現在のチェルィカウ地区の一部、チャーヴスィ地区の大部分、ラドムリ、ラスナは除く）の首都となった。1380年にレングヴェニスによって修道院(ru)が建てられた。このレングヴェニスはムスチスラヴスキー家(ru)の祖となった。
1386年5月7日、ヨガイラの戴冠式のために公や高官が街を離れたのを機として、スモレンスク公スヴャトスラフがムスツィスラウを包囲した。しかし、11日間の包囲戦をムスツィスラウ守備隊は持ちこたえ、逆に、スキルガイラ、ヴィータウタスらの率いるリトアニア軍が到着した。スモレンスク・リトアニア両軍によるヴィフラ川の戦いの後、スモレンスク軍はムスツィスラウの包囲を解いた。1514年には一時モスクワ大公国に編入されたが、再びリトアニア領となっている。
1528年、ジグムント2世の王領となった。1564年 - 1566年の行政改革の後、ムシチスワフ県の中心地となった。1634年、ヴワディスワフ4世への忠誠を賞され、マグデブルク法と市章（紋章）を下賜された。市会(ru)は収益を増やすために、小さな店・パン貯蔵庫・精肉市場・市営浴場（市営のバニャ）・蝋の精製場などの設営を許可された。街に家を所有しているユダヤ人は、他の市民と同じ権利と義務とを負った。
1654年、ロシア・ツァーリ国のツァーリ・アレクセイの軍がスモレンスクを占領し、ムスツィスラウにはボヤーレ（大貴族）のアレクセイ・トルベツコイ(ru)の軍が派遣された。強撃を受けたムスツィスラウは陥落し、住人に対する苛烈な鎮圧が行われた。街中のムスツィスラウ城は火をかけられた。これはロシア・ポーランド戦争の中の戦闘の1つである。

### 近代・現代

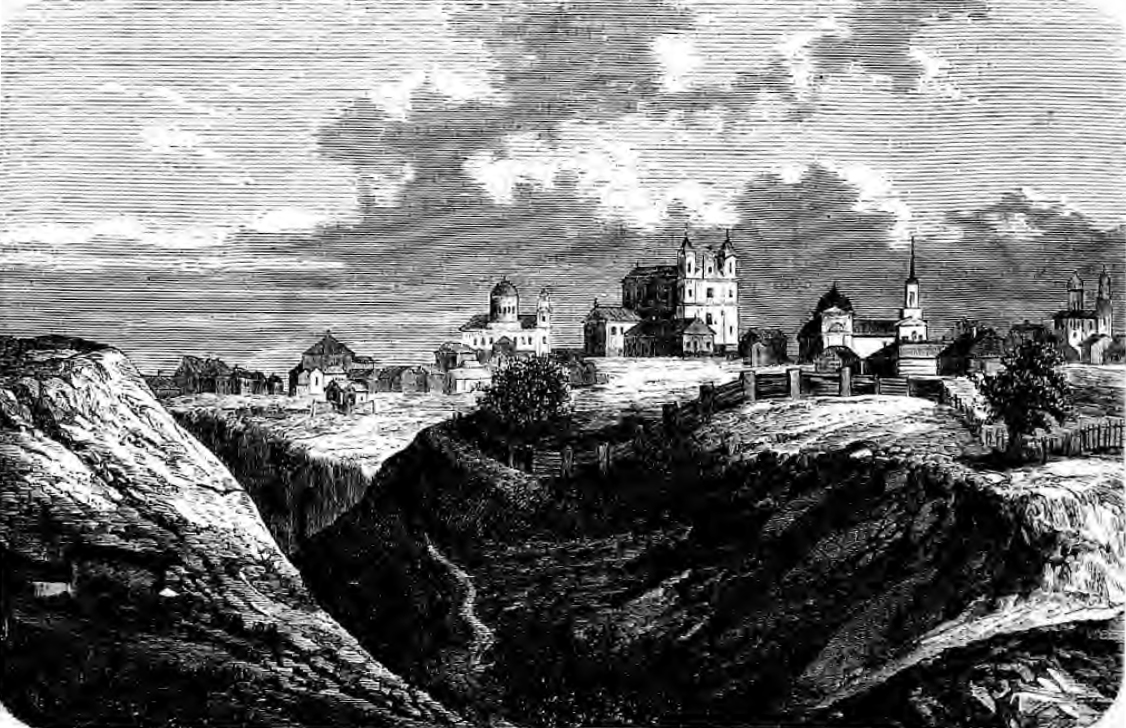
19世紀のムスツィスラウ

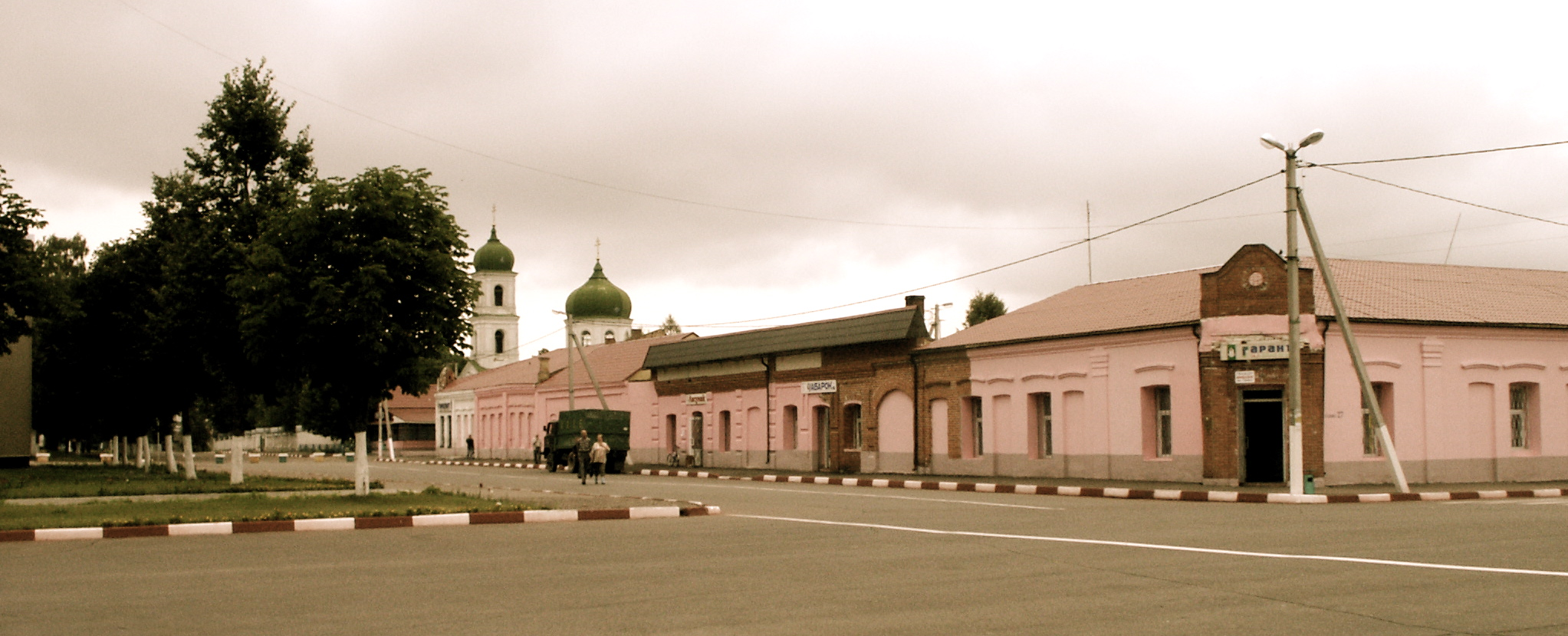
19世紀の建物。現在は商業店舗として利用。

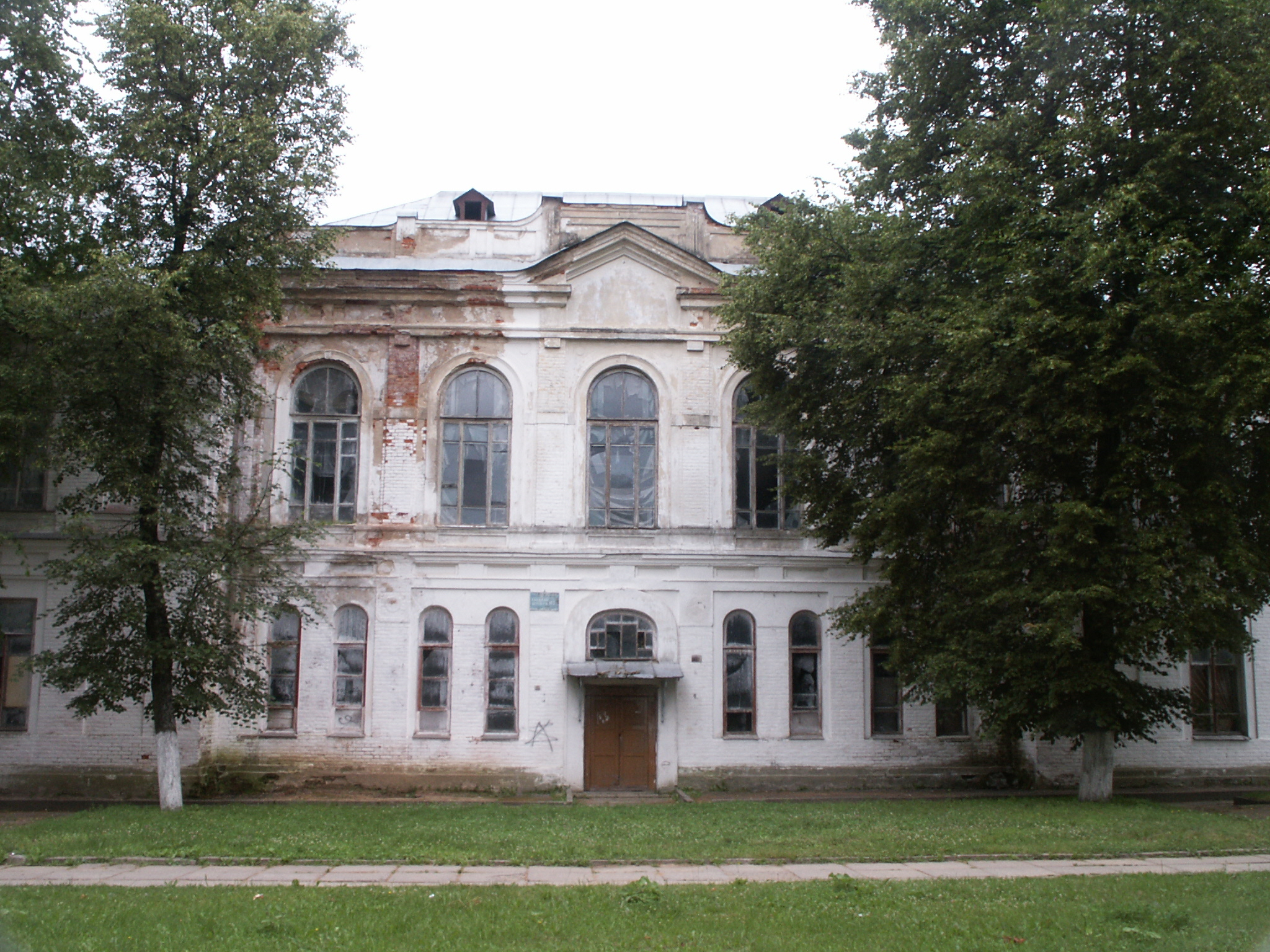
20世紀初頭の建物。現在は体育館として利用。

大北方戦争が始まると、1708年8月にムスツィスラフ付近でスウェーデン・バルト帝国軍とロシア・ツァーリ国軍によるドブロエの会戦が行われた。なお、この際にムスツィスラウを訪れたピョートル1世は、ムスツィスラウに住むユダヤ人から、兵士の略奪に対する苦情をしたためた請願書を受け取っている。
1772年の第1次ポーランド分割の結果、現ベラルーシの大部分は帝政ロシアに組み込まれた。ムシチスワフ県はモギリョフ県（グベールニヤ）に改変され、ムスツィスラウには地方事務所が置かれた。1778年に都市計画が立ち上げられ、区画整備と木造りの宮殿の建設が行われた。このときの都市づくりでは、歴史的建築物と豊かな自然の風景の調和が、都市の概観を彩る上で重要な役割を演じていた。1835年のファッデーイ・ブルガーリン（ポーランド語名はJan Tadeusz Bułharyn）(ru)の旅行記には、ムスツィスラウの街並みの美しさや賑わいが記されている。1781年に帝政ロシアから、銀地に赤い狐をあしらった新しい市章を下賜され、1789年には国民学校が開校した。なお、1812年の戦争（1812年ロシア戦役）や1858年の火災（上記の宮殿を含めたおよそ500戸が焼失）など、街に被害を及ぼした事件も起きている。
1919年、ロシア・ソビエト連邦社会主義共和国のスモレンスク県（グベールニヤ）に属する郡（ウエズド）の中の1つとなり、その中心地となった。1924年7月17日から白ロシア・ソビエト社会主義共和国のモギリョフ州に属する地区（ラヨン）の中の1つとなり、その中心地となった。
第二次世界大戦が始まると、ムスツィスラウは1941年7月から1944年9月までナチス・ドイツ軍に占領された。1941年10月15日には1300人以上のユダヤ人が連行・虐殺された。ナチス軍から解放されたときには、街にはユダヤ人が一人も残っていない状態（ユーデンフライ(ru)）となっていた。終戦後には虐殺を悼む碑が建立されている。
1961年と1977年に都市開発計画が立案・実行されたが、この計画の中核は、17世紀 - 19世紀の歴史的建築物を含んだ歴史地区を配置するというものであった。次いで、マヒリョウ自動車道にそって大規模な建設事業が行われた。また、工業地区が都市の東部・南部に配置された。2009年の時点で、市の人口はおよそ10800人である。2010年には騎士フェスタが開催された。

## 産業・交通
ムスツィスラウにはパン工場と、公開株式会社(ru)の「ムスツィスラフ・バターチーズ工場」がある。交通面では、高速道路のジャンクションがあり、もっとも近い鉄道駅のホダスィ(be)駅（ヴォルシャ - クルィチャウ線）は西に13knの地点にある。

## 文化・史跡
ムスツィスラウ由来の文化として、ムスツィスラウタイルと呼ばれる、15世紀 - 17世紀の職人たちによるタイルがある。ムスツィスラウタイルを用いて、色彩豊かに装飾的な図柄が作製された。最も著名な職人としては17世紀のステパン・ポルベス(ru)が挙げられる。ステパンは他の職人たちと共に、寺院やツァーリの官庁に装飾をなした。
考古学的史跡として、「乙女の丘」と呼ばれる紀元前1世紀の集落跡と、「城の丘」と呼ばれる中世のムスツィスラウ城跡の2つの史跡がある。歴史的建築物としては、カルメル会の建物（1637年建設、1746年 - 1750年改築）と、イエズス会のコスチョール（1730年 - 1738年建設、1836年改築）が趣深い建築様式を今に伝えている。また、印刷術の創始者の一人であるピョートル・ムスツィスラヴェツの像が設置されている。

## ゆかりの著名人

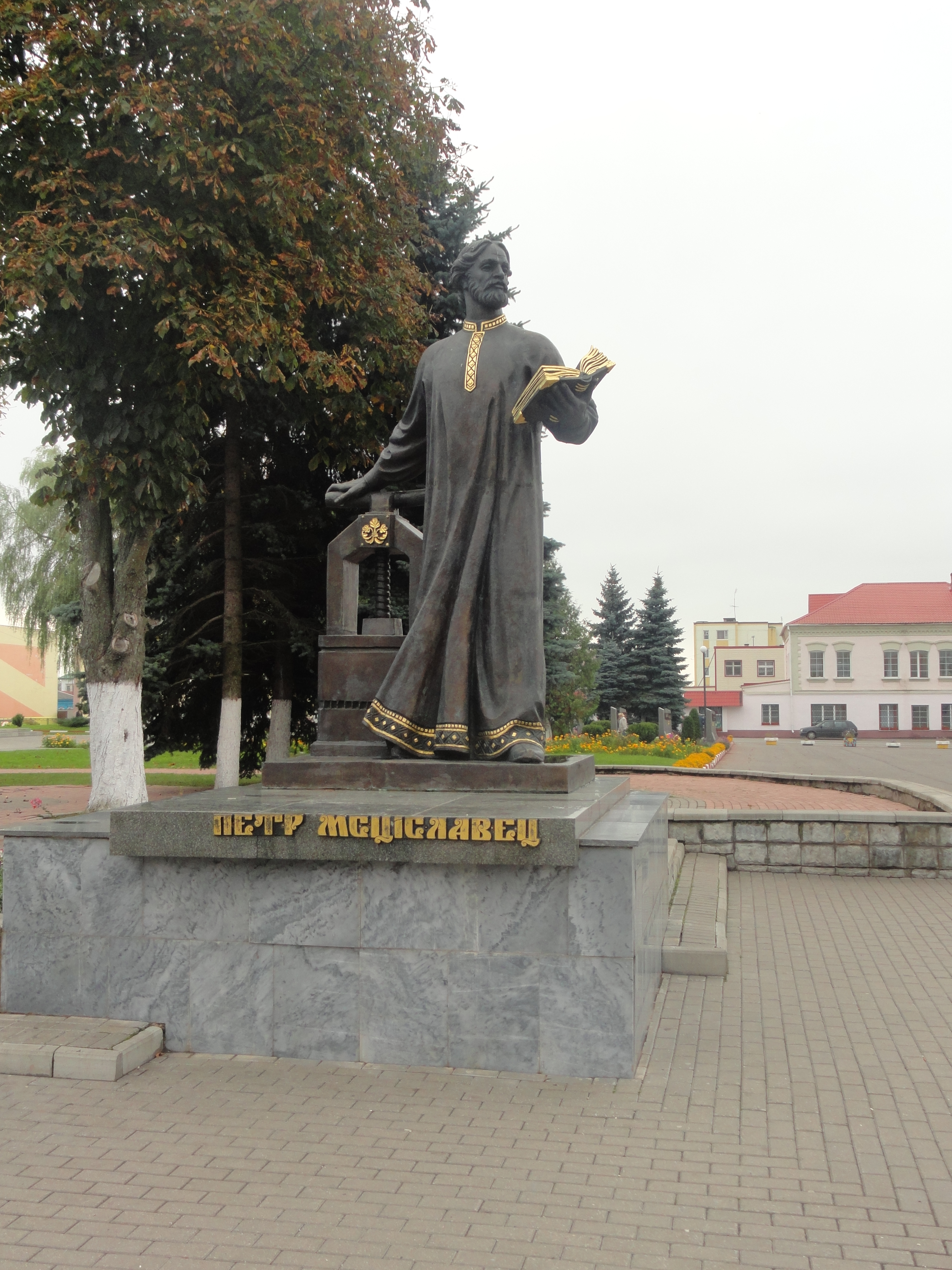
ピョートル・ムスツィスラヴェツの像

ru:Мстиславль#Известные уроженцы и жители Мстиславского района（ムスツィスラウ地区出身・在住の著名人）も参照
- ピョートル・ムスツィスラヴェツ(ru)（16世紀）：印刷術
- ステパン・ポルベス(ru)（17世紀）：タイル工匠
- イリヤ・カピエヴィチ(ru)（1651年以前 - 1714年）：詩人・著述家
- セミョーン・ドゥブノフ(ru)（1860年 - 1941年）：歴史家・政治活動家
- アブラム・マネヴィチ(ru)（1881年 - 1942年）：画家
- ミハイル・トカチョウ(ru)（1942年 - 1992年）：歴史学者・考古学者・郷土史学者・紋章学者
- アレグ・トルサウ(ru)（1954年 - ）：考古学者・政治活動家